# Kerstin Cantz
Kerstin Cantz (* 1958 in Potsdam) ist eine deutsche Schriftstellerin und Drehbuchautorin.

## Leben
Cantz wuchs im Ruhrgebiet auf. Nach dem Publizistik-Studium arbeitete sie als freie Journalistin, war Redakteurin bei einem privaten Fernsehsender und ist heute Drehbuch- und Romanautorin. Ihre historischen Romane spielen im 19. Jahrhundert. Der Roman Die Hebamme wurde unter der Regie von Hannu Salonen von Sat.1 verfilmt und am 25. März 2014 urausgestrahlt.

## Veröffentlichungen
- Muss denn Liebe tödlich sein (mit Brigitte Riebe), 2003, ISBN 978-3-453-87018-5
- Die Hebamme, 2005,  ISBN 3-453-26523-8
- Die Schmetterlingsjägerin, 2008, ISBN 3-453-29038-0
- Wiegenlied, 2010, ISBN 3-453-29086-0
- Nachtschattenmädchen, 2015, ISBN 978-3401068794
- Fräulein Zeisig und der frühe Tod, 2019, ISBN 978-3-426-52261-5
- Fräulein Zeisig und der amerikanische Freund, 2021, ISBN 978-3-426-52618-7

## Filmografie
- 1997: Geliehenes Glück
- 1999: Meine beste Feindin
- 2003: Affäre zu dritt
- 2006: Der Kriminalist (Fernsehserie, 1 Episode)
- 2011–2012: Heiter bis tödlich: Fuchs und Gans (Fernsehserie, 2 Episoden)
- 2013: Ein Sommer in Amalfi
- 2020: Familie Bundschuh im Weihnachtschaos
- 2022: Familie Bundschuh – Unter Verschluss